# Târgșoru Vechi
Târgșoru Vechi – wieś w Rumunii, w okręgu Prahova, w gminie Târgșoru Vechi. W 2011 roku liczyła 2113 mieszkańców.